# Sanlun
Sanlun (chiń. 三論宗, pinyin Sānlún zōng; kor. 삼논종, Samnon chong (jeong); jap. Sanron-shū; wiet. Tam 
luận tông; pol. Szkoła Trzech Traktatów) – jedna z wczesnych szkół chińskiego buddyzmu, kontynuacja madhjamiki.

## Historia szkoły
Szkoła ta rozwinęła się z nauk głoszonych przez Kumaradżiwę oraz na podstawie z trzech traktatów przetłumaczonych przez niego:
- Mādhyamaka-kārikā Nagardżuny[a].
- Dvādaśadvāra-śastra Nagardżuny[b].
- Śata(ka)-śastra Arjadewy[c].

Szkołę czasami nazywano także "szkołą czterech traktatów" (chiń. 四論, Silun), gdyż dodawano również sporny traktat przypisywany Nagardżunie: 
- Mahāprajñāpāramitā-upadeśa Nagardżuny[d].

Jeden z uczniów Kumaradżiwy - Sengzhao (374-414) – jest uważany za wybitnego mistrza systemu madhjamiki, chociaż początkowo był taoistą i dopiero przeczytanie Sutry Wimalakirtiego spowodowało jego nawrócenie na buddyzm. Sławę przyniosły mu trzy traktaty: 
Prajñā nie jest wiedzą (般若無知論, Bōruò wúzhī lùn) pom. 404 a 408 r. (T 1858)
Pustość nieabsolutu (不真空論, Bùzhēnkōng lùn) po 408 r. (T 1858)
Rzeczy się nie zmieniają (物不遷論, Wùbùqiān lùn) (T 1858).
W tym okresie największe kontrowersje w Chinach związane były z takimi pojęciami jak ti (體, jedność, noumen, substancja, podstawa) i yong (用, różnorodność, fenomen, działanie (funkcja) i wygląd). Istotą jego pism było podkreślenie, że ti i yong nie są przeciwieństwami, ale tym samym. Zsyntetyzowanie dwóch ekstremów było właśnie "środkową drogą". Jego eseje napisane pięknym językiem były efektywną syntezą myśli indyjskiej i chińskiej.
W pierwszym eseju Sengzhao omawia naturę pradźni. Jest ona określana jako mądrość mędrców, która nie jest taka sama jak zwyczajna wiedza. Zwyczajna wiedza jest przedmiotem wiedzy, podczas gdy przedmiotem mądrości mędrców jest absolutna prawda, która nie może być przedmiotem wiedzy, gdyż jest ona "pusta" i nie posiada fenomenalnych jakości. Ta absolutna prawda nie jest odizolowana od zdarzeń i rzeczy. Mędrzec jest obdarzony pradźnią, zatem posiada podwójną naturę. Przebywa w rejonie "pustki" i niedziałania, ale również przenosi się w rejon działania. Jest to dla Sengzhao "środkowa droga". 
W drugim eseju Sengzhao wyjaśnia swoje rozumienie siunjaty czyli "pustki". Wszystkie rzeczy stają się bytami dzięki kombinacji przyczyn i przestają istnieć, gdy te przyczyny znikają. Przypominają człowieka stworzonego przez magię i z tego względu nie istnieją. A jednak wyczarowany człowiek, chociaż nieprawdziwy, istnieje jako wyczarowany człowiek, dlatego nie jest nierzeczywisty. Tę zasadę Sengzhao rozciąga na wszystkie rzeczy, które zarazem istnieją jak i nie istnieją. Jest "środkowa droga" Sengzhao.
W trzecim eseju Sengzhao napisał, że są dwa przypuszczenia odnośnie do zdarzeń i rzeczy. Pierwsze - rzeczy/zdarzenia są spokojne (nieruchome), a więc rzeczy z przeszłości są tożsame z obecnymi rzeczami. Drugie - Rzeczy/zdarzenia są ruchliwe, zatem rzeczy z przeszłości, chociaż nie tożsame z obecnymi, rozwinęły się, aby stać się tymi obecnymi. Wynikiem takiego myślenia jest dualizm ruchu i bezruchu, który według Sengzhao jest błędny, gdyż w podstawowym znaczeniu rzeczy są niezmienne, ponieważ nie są one ani w spokoju, ani w ruchu. To była dla Sengzhao "środkowa droga".
Po Sengzhao (w początkowym okresie Dynastii południowych) zainteresowanie ideami sanlun zmalało z powodu pojawienia się dominujących idei związanych z Sutrą Nirwany i tradycją Satjasiddhi (chiń. chengshi(zong)). Nawet i wtedy jednak byli mistrzowie sanlun, którzy przenosili tradycje szkoły, tacy jak Koreańczyk Senglang (zm. ok. 615 r.), Sengquan i Falang (507-581).
Senglang szerzył nauki szkoły w Sheshan (dzisiejsza prowincja Jiangsu). Podobno sam cesarz Wu z dynastii Liang pod wpływem jego nauk przestał się interesować naukami satjasiddhi i zwrócił się w stronę madhjamiki. Wysłał także dziesięciu mnichów, aby zostali jego uczniami. Z tych mnichów jedynie Sengquan okazał się wartościowym uczniem i spadkobiercą nauk. Również i on pozostał w Sheshan, gdzie przekazał nauki Falangowi. Falang w początkowym okresie przebywał w górach, jednak w 558 r. udał się do stolicy Jianye, gdzie żył w klasztorze Xinghuang. Aby ożywić zainteresowanie naukami sanlun zaatakował nauki popularnej wówczas tradycji satjasiddhi twierdząc, że w rzeczywistości jest to tylko hinajana, która w dodatku dezinformuje ludzi zainteresowanych znaczeniem "pustki". W stolicy słuchało go tysiące ludzi i stopniowo zainteresowanie madhjamiką zaczęło wzrastać. Również kolejny cesarz Wen zaczął wspierać Falanga. 
Jego najwybitniejszym uczniem i spadkobiercą został Jiaxiang Jizang (549-623). Podczas pobytu w klasztorze Jiaxiang w Kuaiji napisał komentarze do trzech traktatów sanlun. Najbardziej znanym z nich jest Zhongguan lun su, czyli komentarz do Mādhyamika-śāstra. W innym swoim traktacie Erdiyi (pol. Znaczenie podwójnej prawdy) opracował madhjamiczną teorię podwójnej prawdy. W 600 lub 606 r. na zaproszenie cesarza Yanga z dynastii Sui udał się do Yangzhou, a następnie do stolicy w Chang’anie. Na jego wykłady przychodziło tysiące ludzi, tak mnichów jak i laików. Dzięki jego aktywności zasady szkoły zostały usystematyzowane i otrzymały mocną podstawę. Wyróżniał się tak bardzo, że w okresie "wude" (618-626) na początku panowania dynastii Tang został ogłoszony jednym z dziesięciu najbardziej cnotliwych mnichów cesarstwa. Wraz z jego śmiercią skończyła się linia przekazu od Kumaradżiwy.
Około 570 r. Falang wraz z Jizangiem zaatakowali mistrzów szkoły chengshi lun, krytykując ich nauki i interpretacje. 
Trzeba tu także dodać, że poglądy Zhiyi ze szkoły tiantai były pod wyraźnym wpływem idei sanlun. Jizang korespondował z Zhiyi przed jego śmiercią i usiłował go zaprosić do wizyty w klasztorze Jiaxiang w celu wygłoszenia wykładu o Sutrze lotosu. Mimo tego, że interpretacje tej sutry przez Zhiyi były także pod wpływem jej interpretacji przez Jizanga, to Jizang będąc młodszy, traktował Zhiyi jako najwyższy autorytet.   
W tym okresie, bo w 625 r. koreański mnich Hyegwan wprowadził nauki sanlun do Japonii, gdzie były znane jako sanron. Później szkoła ta została włączona do wielkich szkół japońskiego buddyzmu shingon i tendai. 
W okresie renesansu buddyjskiego na początku XX. nauki szkoły propagowali Yang Wenhui i Ouyang Jian (1871–1943).

## Nauki
- zobacz madhjamaka

## Linia przekazu Dharmy
- Kumaradżiwa (344-413)
  - Daosheng (355-434)
    - Tanji Wysoce problematyczny, nie zajmował się w ogóle ideami madhjamiki i raczej nie był uczniem Daoshenga
      - Seungnang (chiń. Senglang) Koreańczyk (zm. 615), długowieczny
        - Zhiji
        - Zhouyong
        - Sengquan
          - Zhibian
          - Xinghuang Falang (507-581)
            - Jiaxiang Jizang (549-623)
              - Hyegwan Koreańczyk, wprowadził sanlun do Japonii w 605 r.
              - Todŭng Koreańczyk aktywny w Japonii